# Coupe de la Ligue d'Irlande de football 2017
Navigation
Édition précédente Édition suivante
La 44e coupe de la Ligue d'Irlande de football, connue aussi de par son contrat de sponsoring sous le nom d’EA Sports Cup se tient entre le 20 mars 2017 et le 16 septembre 2017. Le St. Patrick's Athletic FC remet en jeu son titre obtenu en 2016. 
Le Dundalk Football Club remporte la compétition en disposant en finale des Shamrock Rovers sur le score de trois buts à zéro.

## Équipes
24 équipes disputent la compétition : les douze équipes de la Premier Division, huit équipes de la First Division et quatre équipes amateurs invitées : Cockhill Celtic, la sélection de Mayo League, Avondale United et Bluebell United.
| Groupe 1                                                                                              | Groupe 2                                                                                | Groupe 3                                                                                                  | Groupe 4                                                                                       |
| --- | --------------------------------------------------------------------------------------- | --- | ---------------------------------------------------------------------------------------------- |
| - Cork City FC - Limerick FC - Cobh Ramblers FC - Waterford United - Wexford Youths - Avondale United | - Derry City FC - Cockhill Celtic - Finn Harps - Galway FC - Mayo League - Sligo Rovers | - Bluebell United - Bray Wanderers - Drogheda United - UC Dublin - Dundalk FC - St. Patrick's Athletic FC | - Athlone Town - Longford Town - Shamrock Rovers - Bohemian FC - Shelbourne FC - Cabinteely FC |

## Premier tour
Pour les deux premiers tours les équipes sont réparties en quatre groupes régionaux au sein desquels elles vont se rencontrer en vue de la qualification pour les quarts de finale. Les matchs sont désignés par un tirage au sort.
Le premier tour était programmé pour les 20 et 21 mars, mais à la suite du décès de Ryan McBride, un joueur cadre du Derry City FC, l'ensemble des matchs est annulé et reporté à une date ultérieure. Les matchs ont finalement lieu le 27 mars pour le match entre Galway et Mayo League et le 4 avril pour tous les autres.

### Groupe 1
| Club recevant     | Score | Club visiteur    | Lieu de la rencontre | Date    |
| ----------------- | ----- | ---------------- | -------------------- | ------- |
| Cobh Ramblers FC  | 2-0   | Avondale United  | St. Colman's Park    | 4 avril |
| Wexford Youths FC | 0-5   | Waterford United | Ferrycarrig Park     | 4 avril |

Les clubs de Cork City et Limerick FC sont exemptés de ce premier tour.

### Groupe 2
| Club recevant | Score | Club visiteur   | Lieu de la rencontre | Date    |
| ------------- | ----- | --------------- | -------------------- | ------- |
| Finn Harps    | 3-1   | Cockhill Celtic | Finn Park            | 3 avril |
| Galway United | 2-0   | Mayo League     | Eamonn Deacy Park    | 27 mars |

Les clubs de Derry City FC et Sligo Rovers sont exemptés de ce premier tour.

### Groupe 3
| Club recevant             | Score | Club visiteur   | Lieu de la rencontre | Date    |
| ------------------------- | ----- | --------------- | -------------------- | ------- |
| Drogheda United           | 0-1   | Bray Wanderers  | United Park          | 4 avril |
| St. Patrick's Athletic FC | 1-0   | Bluebell United | Richmond Park        | 4 avril |

Les clubs de Dundalk FC et UC Dublin sont exemptés de ce premier tour.

### Groupe 4
| Club recevant | Score | Club visiteur | Lieu de la rencontre | Date    |
| ------------- | ----- | ------------- | -------------------- | ------- |
| Athlone Town  | 3-4   | Longford Town | Athlone Town Park    | 4 avril |
| Bohemian FC   | 1-0   | Cabinteely FC | Dalymount Park       | 4 avril |

Les clubs de Shelbourne FC et Shamrock Rovers sont exemptés de ce premier tour.

## Deuxième tour

### Groupe 1
| Club recevant    | Score | Club visiteur    | Lieu de la rencontre   | Date     |
| ---------------- | ----- | ---------------- | ---------------------- | -------- |
| Limerick FC      | 0-3   | Cork City FC     | Market's Field         | 17 avril |
| Waterford United | 2-0   | Cobh Ramblers FC | Regional Sports Center | 17 avril |

### Groupe 2
| Club recevant | Score | Club visiteur | Lieu de la rencontre | Date     |
| ------------- | ----- | ------------- | -------------------- | -------- |
| Galway United | 2-0   | Derry City FC | Eamonn Deacy Park    | 17 avril |
| Finn Harps    | 0-1   | Sligo Rovers  | Finn Park            | 17 avril |

### Groupe 3
| Club recevant             | Score         | Club visiteur  | Lieu de la rencontre | Date     |
| ------------------------- | ------------- | -------------- | -------------------- | -------- |
| St. Patrick's Athletic FC | 0-0 (5-3 tab) | Bray Wanderers | Richmond Park        | 17 avril |
| Dundalk FC                | 1-1 (6-5 tab) | UC Dublin      | Oriel Park           | 17 avril |

### Groupe 4
| Club recevant   | Score | Club visiteur | Lieu de la rencontre | Date     |
| --------------- | ----- | ------------- | -------------------- | -------- |
| Shamrock Rovers | 3-1   | Bohemian FC   | Tallaght Stadium     | 17 avril |
| Shelbourne FC   | 0-2   | Longford Town | Tolka Park           | 17 avril |

## Quarts de finale
Le tirage au sort des quarts de finale a lieu le mercredi 19 avril 2017 au siège de la fédération irlandaise de football à Abbottstown.
| Quart de finale 1 | Dundalk FC                                                   | 3-0   | Waterford United | Oriel Park             |                        |
| 1er mai 2017      | Ciarán Kilduff 57e · Thomas Stewart 71e · Conor Clifford 79e | (0-0) |                  | Arbitrage : Neil Doyle | Arbitrage : Neil Doyle |

| Quart de finale 2 | Sligo Rovers                              | 2-2        | Galway United                         | The Showgrounds           |                           |
| 1er mai 2017      | Matthew Stevens 93e · Kieran Sadlier 115e | (0-0, 0-0) | Ronan Murray 95e · Gavan Holohan 104e | Arbitrage : Robert Harvey | Arbitrage : Robert Harvey |
| 1er mai 2017      | Tirs au but 1-4                           |            |                                       | Arbitrage : Robert Harvey | Arbitrage : Robert Harvey |

| Quart de finale 3 | Shamrock Rovers | 1-0   | Longford Town | Tallaght Stadium       |                        |
| 1er mai 2017      | Dean Dillon 84e | (0-0) |               | Arbitrage : Bob Rogers | Arbitrage : Bob Rogers |

| Quart de finale 4 | Cork City FC                            | 2-0   | St. Patrick's Athletic FC | Turner's Cross         |                        |
| 1er mai 2017      | Connor Ellis 67e · Stephen Dooley 90+2e | (0-0) |                           | Arbitrage : Sean Grant | Arbitrage : Sean Grant |

## Demi-finales
| Demi-finale 1 | Shamrock Rovers  | 1-0        | Cork City FC | Tallaght Stadium       |                        |
| 7 août 2017   | James Doona 120e | (0-0, 0-0) |              | Arbitrage : Neil Doyle | Arbitrage : Neil Doyle |

| Demi-finale 2 | Galway United | 0-3   | Dundalk FC                                                             | Eamonn Deacy Park        |                          |
| 7 août 2017   |               | (0-1) | Jamie McGrath 10e · Robbie Benson 52e (pen.) · Kevin Devaney 77e (csc) | Arbitrage : Ray Matthews | Arbitrage : Ray Matthews |

## Finale
| Finale                  | Shamrock Rovers | 0-3     | Dundalk FC | Tallaght Stadium                             |                                              |
| 15 septembre 2017 15:30 | | (0-1)   | David McMillan 5e · Patrick McEleney 81e · Thomas Stewart 90+3e | Spectateurs : 4 102 Arbitrage : Derek Tomney | Spectateurs : 4 102 Arbitrage : Derek Tomney |
| 15 septembre 2017 15:30 | Tomer Chencinski ; David Webster, Roberto Lopez, Simon Madden, Trevor Clarke ; Ryan Connolly (Cameron King 55), Ronan Finn, Aaron Bolger, Brandon Miele, David McAllister (James Doona 84) ; Michael O'Connor (Gary Shaw 69) | Équipes | Gabriel Sava ; Sean Gannon, Chris Shields, Michael Duff, David McMillan (Thomas Stewart 90) ; Jamie McGarth (Steven Kinsella 87), Niclas Vemmelund, Shane Grimes, Sean Hoare, Robbie Benson ; Patrick McEleney (Stephen O'Donnell 88) | Spectateurs : 4 102 Arbitrage : Derek Tomney | Spectateurs : 4 102 Arbitrage : Derek Tomney |